# Atlas lingvistic

O hartă a limbilor lumii, clasificate pe familii de limbi. O astfel de hartă este tipică pentru un atlas lingvistic.

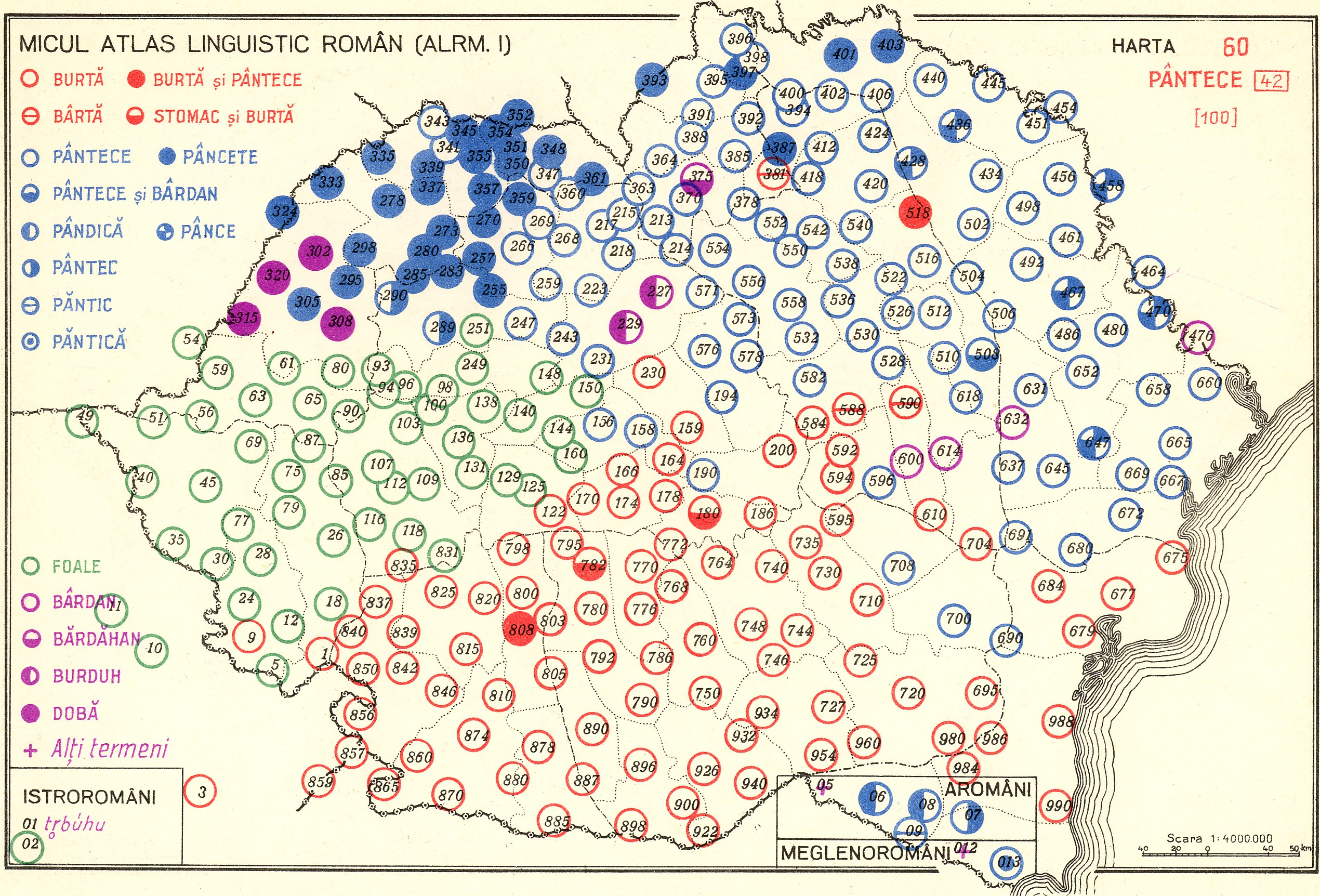
O hartă din Micul Atlas Linguistic Român

Atlasul lingvistic este un instrument de lucru în filologie. Un atlas lingvistic se compune din hărți pe care sunt suprapuse elemente lexicale, ceea ce permite urmărirea ariei de răspândire a unor varietăți locale. 